# Quartucciu
Quartucciu (en sardo: Cuartuciu) es un municipio de Italia de 13.321 habitantes en la ciudad metropolitana de Cagliari, región de Cerdeña. Está situado a 8 km al noreste de Cagliari.

## Geografía
El municipio está ubicado en la zona sureste de la subregión del Campidano, y en el noreste de la cadena montañosa de los Siete Hermanos. Se divide en dos áreas, diferentes en cuanto a su geología; la más interior a la isla presenta un terreno arcilloso, mientras que la otra es más arenisca debido a su proximidad al mar.

## Lugares de interés
Entre los lugares de interés se encuentran las iglesias de San Biagio Vescovo y Sant'Efisio, y la iglesia parroquial de San Giorgio Martire, así como la tumba del Giganti Is Concias, del tipo con fachada a filas.

## Sitios arqueológicos
Excavaciones arqueológicas de Pill'è Matta. 
Necrópolis descubierta en 2000. Cuenta con más de 200 tumbas y objetos como vasos, platos y lámparas de aceite. Se ha planteado la hipótesis de que los sármatas, una antigua población del actual sur de Rusia, también fueron enterrados en la necrópolis. La excavación ha despertado el interés de grandes estudiosos de renombre mundial: entre ellos el antropólogo forense Don Brothwell de la Universidad de York, descubridor de la momia de Nefertiti.

## Evolución demográfica
| Gráfica de evolución demográfica de Quartucciu entre 1861 y 2001 |
|                                                                  |
| Fuente ISTAT - Elaboración gráfica de Wikipedia                  |